# Ademir Roque Kaefer
Ademir Roque Kaefer, detto Ademir (Toledo, 6 gennaio 1960), è un ex calciatore brasiliano, di ruolo centrocampista.

## Carriera

### Club
Durante la sua carriera (1978-1995) ha giocato per Toledo, Racing Club (Argentina), Matsubara, Santo André e Cruzeiro. Ha vinto quattro Campionato Gaúcho (1981, 1982, 1983, 1984), tre Campionato Mineiro (1987, 1990, 1994), una Copa do Brasil (1993) e una Supercopa Sudamericana (1991).

### Nazionale
Con la Nazionale di calcio del Brasile ha giocato durante Los Angeles 1984 e Seul 1988.

## Palmarès

### Club

#### Competizioni statali
- Campionato Gaúcho: 4

Internacional: 1981, 1982, 1983, 1984
- Campionato Mineiro: 3

Cruzeiro: 1987, 1990, 1994

#### Competizioni nazionali
- Coppa del Brasile: 1

Cruzeiro: 1993

#### Competizioni internazionali
- Supercoppa Sudamericana: 1

Cruzeiro: 1991
- Copa Master de Supercopa: 1

Cruzeiro: 1994
- Copa de Oro: 1

Cruzeiro: 1995

### Nazionale
- Giochi panamericani: 1

Indianapolis 1987
- Argento olimpico: 2

Los Angeles 1984, Seul 1988